# Koo Bon-moo
구본무
Koo Bon-moo (en coréen : 구본무), né le 10 février 1945 à Jinju et mort le 20 mai 2018 à Séoul, est un dirigeant d'entreprise sud-coréen connu comme le président de LG Group, qui lui a donné son nom actuel.

## Jeunesse et études
Koo Bon-moo naît le 10 février 1945 à Jinju dans la province du Gyeongsang du Sud,. Bon-moo s'inscrit premièrement à l'université Yonsei,. Il déménage ensuite dans l'Ohio et obtient sa licence à l'université d'Ashland et sa maîtrise à l'université d'État de Cleveland. 

## Carrière
Après avoir obtenu son diplôme de l'université d'État de Cleveland, Bon-moo retourne en Corée du Sud en 1975 et commence à travailler pour Lucky Chemical, qui deviendra plus tard LG Chem. Il est transféré chez GoldStar en 1980 où il y dirige le bureau de Tokyo de 1983 à 1985. En 1995, Bon-moo succède à son père Koo Cha-kyung, le fils aîné du fondateur de LG, Koo In-hwoi, en tant que président de LG Group. Il perpétue ainsi la règle de succession de la famille Koo où la direction du groupe revient systématiquement au premier fils. Koo Bon-moo adopte son neveu Koo Kwang-mo en 2004 après avoir perdu son fils unique en 1994. À partir de 2017, Koo Bon-moo lutte contre une tumeur au cerveau et suit un traitement continu. Il meurt finalement à Séoul le 20 mai 2018, à l'âge de 73 ans,.  